# Darci Lynne
Darci Lynne Farmer (Oklahoma City, 12 de outubro de 2004), é uma ventríloqua e cantora americana. Ela foi a vencedora da 12ª temporada do programa da NBC America's Got Talent e a vice-campeã da primeira temporada do America's Got Talent: The Champions.
Lynne se tornou a terceira mulher e a terceira criança a ganhar o America's Got Talent, depois de Bianca Ryan na primeira temporada e Grace VanderWaal na décima primeira. Ela também foi a terceira ventríloqua a vencer, depois de Terry Fator na segunda temporada e Paul Zerdin na décima temporada.

## Vida pessoal
Lynne vive em Oklahoma City, Oklahoma. Ela nasceu em 12 de outubro de 2004. Crescendo, Lynne adorava cantar, mas era tímida e tinha medo de se apresentar na frente de uma platéia.   Seus pais a incentivaram a superar sua timidez participando do Programa Internacional de Bolsas de Estudo Cinderela de 2014 , onde ela foi coroada Mini Miss Internacional. Naquele concurso, ela também conheceu Laryssa Bonacquisti, uma jovem ventríloqua que a inspirou a experimentar o ventriloquismo.  Ela então pediu a seus pais, Clarke e Misty Farmer, um boneco, insistindo que isso superaria sua timidez. No seu décimo aniversário, seus pais lhe deram uma marionete. O ídolo de Lynne é o vencedor do Got Talent da América, Terry Fator .
Em 2014, ela entrou no Got Talent de Edmond, onde ganhou o primeiro prêmio após a preparação de um mês nas dicas de Bonacquisti. Logo ela foi levada à atenção do treinador de ventríloquo Gary Owen, que ficou tão impressionado com a habilidade de Lynne que ele concordou em ser seu treinador e gerente de negócios.  Desde então, ela trabalha com Owen e a professora vocal Tiana Plemons.  Em 2015, ela conquistou o primeiro lugar na divisão júnior de Got Talent, em Oklahoma, e em Oklahoma Kids, e ganhou na Broadway, Atos de Especialidade e Artista Geral do Ano no American Kids em Branson, Missouri .  Em março de 2016, Lynne fez uma aparição em Little Big Shots, cantando " I Want To Be a Cowboy's Sweetheart " com Katie,  e em julho de 2016, ela se tornou a primeira criança ventríloqua a se apresentar em um show noturno na história dos anos 40 da Convenção Internacional dos Ventríloquos de Vent Haven, onde ela liderou os ventríloquos de celebridades Kevin Johnson e Todd Oliver.  Então, em março de 2017, ela apareceu na versão britânica de Little Big Shots, novamente interpretando "I Want To Be a Cowboy's Sweetheart" com Katie. 

## Carreira

### 2017:O talento da América
Lynne competiu na décima segunda temporada do America's Got Talent em 2017. Durante o primeiro episódio transmitido em 30 de maio, Lynne e seu fantoche, um doce e feminino coelho chamado Petúnia, apresentaram "Summertime" de Porgy e Bess. O ato de cantar comédia contou com Petúnia cortando Lynne para que Petunia pudesse continuar cantando. A juíza Mel B elogiou o ato e apertou sua campainha de ouro, permitindo que Lynne ignorasse os cortes do juiz e fosse direto para as quartas de final. O vídeo dessa apresentação se tornou o vídeo mais visto na história do programa em até 30 horas após a transmissão e ficou em quarto lugar na lista do YouTube dos 10 principais vídeos de tendências de 2017.
Para a primeira apresentação ao vivo de Lynne após sua apresentação no Golden Buzzer, ela fez serenata para Mel B com seu tímido boneco de rato da Motown, Oscar, cantando "Who's Lovin 'You".  Os juízes Howie Mandel, Mel B, Heidi Klum e Simon Cowell deram a Lynne aplausos de pé. Para esta apresentação, Lynne recebeu votos suficientes dos espectadores para ir às semifinais, onde ela trouxe sua marionete Edna Doorknocker para cantar " (Você me faz sentir como uma mulher natural "  e ficou ao lado da mesa dos juízes para Edna poderia flertar com Simon Cowell. Novamente, todos os quatro juízes aplaudiram de pé Lynne. Os telespectadores votaram Lynne até a final.
Para sua apresentação final na competição, Lynne apresentou " With a Little Help from My Friends ",  com Petunia e Oscar interagindo para obter efeitos cômicos. Mais uma vez, ela recebeu aplausos e elogios dos juízes; Cowell previu: "Acho que você vai vencer".  Para o final do episódio 22, Lynne realizou seu sonho com "Anything You Can Do" com seu ídolo e mentor Terry Fator, com Lynne cantando como Petúnia e Fator cantando como Winston, a tartaruga imitadora. Depois de tropeçar na primeira linha da música, ela se recuperou e o ato continuou.  O campo foi cortado para os cinco primeiros e depois para os dois finalistas, Lynne e Angelica Hale . O anfitrião Tyra Banks anunciou que Lynne era a vencedora da temporada, tendo recebido o maior número de votos dos 52 milhões de votos.  Com a vitória, Lynne recebeu o prêmio de US $ 1 milhão e uma manchete no Planet Hollywood em Las Vegas, originalmente marcada para 3 e 4 de novembro, com dois shows adicionais nos dias 2 e 5 de novembro sendo adicionados após as duas primeiras datas esgotadas. Os shows de Las Vegas também apresentaram Angelica Hale, Preacher Lawson e Light Balance.

### O talento pós-americano
Lynne foi convidada no The Ellen DeGeneres Show em setembro.  Ela apareceu em Jeff Dunham vídeo 's, a casa assombrada em Dunham Hill, em que ela leva três de seus fantoches truque-ou-tratamento em casa de Dunham, onde encontram ele e alguns de seus bonecos.  Em novembro, ela fez uma aparição como convidada durante uma apresentação de Terry Fator no Hard Rock Hotel & Casino, em Tulsa.  Também em novembro, ela apareceu em A Very Pentatonix Christmas, interpretando "O Easter Egg" (uma paródia com tema de Páscoa de " O Christmas Tree ") com Petunia. 
Em dezembro, Lynne apareceu como parte do evento de caridade One Night With the Stars no Madison Square Garden .  Seu show de boas- vindas de 16 de dezembro, iHeartMedia e KJ103 Present Darci Lynne, esgotou em seis minutos após a venda dos ingressos. Como resultado, um programa matinê mais cedo no mesmo dia e depois outros dois programas em 17 de dezembro foram adicionados.  Em 31 de dezembro, ela se apresentou no Caesars Palace em Las Vegas, juntamente com Fergie, como parte de um evento de véspera de Ano Novo. 

### 2018:Darci Lynne e Friends Live
Em novembro de 2017, Darci Lynne e Friends Live, uma turnê nacional, foram anunciadas, começando com cinco locais, a serem realizadas em janeiro e fevereiro de 2018  que mais tarde foi expandida para 52 datas entre janeiro de 2018 e janeiro de 2019,  incluindo 9 apresentações de Natal em novembro e dezembro, conhecidas como Rocking Around the Christmas Tree com Darci Lynne e Friends. 
Em janeiro de 2018, Lynne apareceu no Today com Oscar, interpretando "Who's Lovin 'You". Em março, ela apareceu no Grand Ole Opry e fez uma aparição no Nickelodeon Kids 'Choice Awards, e depois voltou a Little Big Shots em abril como "uma lenda do Little Big Shots", onde se apresentou. "Shout" dos irmãos Isley com Oscar. Em maio, ela apareceu como convidada na Pickler & Ben. Em julho, ela participou da gala da Starkey Hearing Foundation de 2018. Em agosto, ela retornou à AGT como artista convidada, cantando "Show Off" de The Drowsy Chaperone with Petunia. Em setembro, ela apareceu como convidada em um episódio do Kids Baking Championship. Em novembro, ela convidou Steve, onde ela apresentou "Rudolf, a Rena do Nariz Vermelho" com Petúnia, e depois cantou "Jingle Bell Rock" com Petúnia durante a transmissão de Natal da NBC no Rockefeller Center. Em dezembro, ela retornou ao Grand Ole Opry e Pickler & Ben e dublou Daisy em um episódio de Fancy Nancy.
Também em dezembro, Lynne estrelou e recebeu Darci Lynne: My Hometown Christmas . O especial da TV de férias da NBC incluiu tanto canto ventríloquo com seus quatro fantoches principais (Petúnia, Oscar, Edna e Katie) quanto canto não-ventríloquo, além de duetos com Lindsey Stirling, Toby Keith e Kristin Chenoweth, além de performances convidadas da Pentatonix e Hunter Hayes . Também foram incluídos os quatro juízes do America's Got Talent, Simon Cowell, Howie Mandel, Heidi Klum e Mel B, em um esboço, e Lonnie Chavis de This Is Us como locutora do especial. 

## 2019- Presente:AmericaGot Talent: Os CampeõeseFresh Out of the Box
Em janeiro de 2019, Lynne foi convidada em outro programa da Food Network, o Winner Cake All. 
Também em janeiro, ela retornou ao America's Got Talent como participante do America's Got Talent: The Champions . Nas preliminares, ela tocou um medley de " Nutbush City Limits " e " Proud Mary " com Oscar. Embora tenha sido votada no top 3, ela não recebeu votos suficientes para continuar na próxima rodada.  No entanto, ela foi trazida de voltaa como um curinga e tocou " O mio babbino caro " com Petúnia nas finais.  Durante a apresentação dos resultados, ela e Bill Barretta apresentaram " Can't Smile Without You " como Edna e Rowlf do The Muppets . Ela terminou como vice-campeã atrás de seu sucessor do Got Talent, o mágico Shin Lim. 
Em outubro de 2018, Lynne anunciou uma segunda turnê a partir de fevereiro de 2019, Darci Lynne e Friends: Fresh Out of the Box .  Em março, Lynne apareceu como convidada para duas paradas da Barbie 'Be Anything' Tour.  Em abril, ela apareceu em um evento do WE Day em Washington . 
Em setembro, ela voltou à AGT como artista convidada novamente, juntamente com seu colega finalista da 12ª temporada, Pregador Lawson  onde ela apresentou " É um mundo de homens para homens ", com Petúnia. 
Em novembro, ela apareceu como convidada em um episódio da série de desenho-comédia All That,  e também apareceu em um evento do WE Day em Vancouver .  Em fevereiro de 2020, ela apareceu como convidada no The Kelly Clarkson Show, apresentando " Something Got Got Hold On Me " com Oscar. 

## Reputação e elogios
O sucesso de Lynne no America's Got Talent foi creditado por ajudar a trazer o ventriloquismo de volta à atenção do público em geral.  
Bill King, da BuddyTV, descreveu a performance final de Lynne no America's Got Talent como "tão perfeita que você precisa ser lembrado de sua dificuldade".  Conversando com o USA Today, Terry Fator disse sobre Lynne que "ela é, aos 12 anos de idade, um dos ventríloquos mais inacreditáveis e perfeitos que eu já vi, e ela só vai melhorar"  e mais tarde a chamou. "um dos seres humanos mais talentosos do planeta" em entrevista à Billboard .  O ventríloquo profissional Sammy King disse em entrevista ao The Fountain Hills Times que "ela é muito talentosa, uma ótima cantora e tem um tremendo timing cômico"  enquanto Jay Johnson a descreveu em seu blog pessoal como "uma garota maravilhosamente talentosa". técnica de ventriloquismo "quase perfeita" e "costeletas de canto [que] poderiam ficar sozinhas sem a ajuda de marionetes", cuja "dedicação à arte e ... espírito jovem influenciará uma geração de faladores de barriga". 

## Personagens
- Petúnia - Uma menina de sete anos canta um coelho branco "que se considera uma diva".
- Oscar - Um rato da Motown, gago e nervoso, que tem uma queda por Mel B.
- Edna Doorknocker - Uma velhinha atrevida com uma queda por Simon Cowell.
- Katie - Uma vaqueira atrevida que canta.
- Okie - Um pato amarelo que às vezes personifica Elvis Presley.
- Scarlett - Uma atrevida raposa atrevida.
- Ace - Um grande macaco castanho.
- Nigel - Um pássaro britânico muito inteligente.

## Vida pessoal
Lynne frequentou a Deer Creek Middle School perto de sua casa em Edmond, Oklahoma até a oitava série, quando começou a estudar em casa.  Ela perdeu o primeiro dia da sétima série devido a aparecer ao vivo no America's Got Talent em 16 de agosto. 
Seus pais são Clarke e Misty Farmer. Lynne tem três irmãos: Nick, Dalton e Nate. 